# Ivan Čep
Ivan Čep (znan tudi kot Janez), štajerski politik, poslovnež in veleposestnik, * 23. oktober 1853, Vukovje (Pesnica pri Mariboru), † 8. januar 1935, Vukovje (Pesnica pri Mariboru).

## Družina
Ivan Čep se je rodil v politično zavedni in aktivni družini. Njegova starša sta bila Andrej Čep ml. in Ana Senčič, ki sta bila precej premožna in ugledna podeželska veleposestnika. Na enem izmed štirih družinskih posestev (kjer so imeli več velikih hiš in manjše za gospodarske pomočnike in viničarje) je družina Čep vodila tudi lastno gostilno oziroma kmečki turizem, ki ga je Ivanov oče imel vsaj do leta 1881. Oče Andrej je bil dolgoletni občinski svetnik, en stari stric (Franc Čep) pa od 1831 do 1833 učitelj verouka na mariborski Hauptschule (poznejše učiteljišče). Ivan je odraščal s sestrama Ano in Terezijo.
Po poklicu je Čep bil mlinarski mojster, a to pozneje ni bila njegova edina profesionalna aktivnost. Leta 1882 je bil še vpisan v vojski kot rezervist sanitetnega oddelka čete št. 8 v Mariboru. Poročil se je naslednjega leta v Pernici s Heleno Stuber (1858-1935) in z njo imel 5 otrok:
- Antonija, ki je bila duševno motena,
- Marija, omožena Knupleš, trgovka in veleposestnica
- Franc, posestnik in gostilnicar
- Julijana, omožena Lorber, posestnica
- Terezija, omožena Senekovič, veleposestnica

Čep je razen kot gospodar svojih posesti (kmetovalec) služboval tudi oz. zlasti kot upravitelj državnega parnega mlina, bil je lastnik prevoznega podjetja, s svojim bratrancem Francem Čepom pa tudi solastnik trgovine na malo "Kleinwarenhandel Tschepp" na Dunaju.

## Delovanje
Začetki Čepovega političnega delovanja datirajo verjetno v obdobje okoli 1885, saj je bil leta 1891 kot volitveni predstojnik občine Vosek (Wachsenberg) že poslan v Maribor na državne volitve in ker je tam (kot zavedni Slovenec) volil slovenskega kandidata (čeprav je v takratnem času bilo tudi v občinah ob Pesnici veliko t. i. nemškutarjev, ki so volili npr. za dr. Schmiederer-ja, enega izmed "nemških" kandidatov) si je 38-letni Čep pridobil spoštovanje istomislečih. Naslednje leto so lokalne volitve v Vosku dale sledeč rezultat: župan je postal Jakob Hazl, občinski svetniki pa Franc Rajšp, Jakob Kmetič in Ivan Čep. Leta 1896 se je situacija že spremenila, saj je tokrat župan postal prav Čep in bil ob koncu mandata izvoljen ponovno. Vnovične izvolitve Čepa so se ponavljal vse do njegove upokojitve po celih 35-letih županovanja.
Čep je bil izjemno spoštovan in cenjen, ne le v domači, temveč tudi v sosednjih in širših občinah na Štajerskem. Ob pričetku županovanja leta 1896 je pričel tesneje sodelovati s svojim somišljenikom županom Ivanom Roskarjem iz Malne pri Jurovskem dolu, ki je bil polbrat Čepovega politično prav tako aktivnega zeta, jakobskega veleposestnika Vincenca Knupleša. Ivan Roškar je v tem času postal tudi podnačelnik okraja Lenart v Slovenskih Goricah in je bil (kot tudi Čep) povezan z mnogimi pomembnimi politiki na Štajerskem. Ta vpliv je obema pomagal pri reševanju večjih težav štajerskega prebivalstva, kot je na primer predvsem leta 1900 bilo veliko poplavljanje reke Pesnice, ki teče diagonalno po celotnem slovenskem Štajerskem od avstrijske meje na severu do hrvaške na jugu. To poplavljanje je bilo eksistenčna grožnja za mnogo manjših in večjih posestnikov, zato je bilo to dolgoletno težavo potrebno nujno tretirati. Iz tega razloga se je oktobra 1901 formirala t. i. "Pesniška deputacija", kar je bila skupina 4 delegatov: Ivan Čep, Ivan Roškar, prof. Zelenik (načelnik ptujskega okraja) in dr. Ivan Omulec (odvetnik in načelnik ormoškega okraja). Četverica se je podala 16. oktobra 1901 iz Maribora na Dunaj (v Gradec, zaradi domnevne nenaklonjenosti Slovencem niso želeli iti), kjer sta se jima pridružila še dva enakomiselna in na pomoč pripravljena Slovenca, s katerima so že prej sodelovali –državna poslanca na Dunaju, dr. Miroslav Ploj in prof. Franc Robič (ki je bil pred začetkom politične kariere učitelj in ravnatelj III. gimnazije v Mariboru). Vseh 6 se je tako v Hofburgu sestalo z avstro-ogrskim premierjem Ernestom von Körberjem in poljedelskim ministrom Karlom von Giovanelli-Gerstburgom. Deputacija in razgovor sta bila uspešna, saj je Körber obljubil, da bo "storil vse kar je v njegovi moči, da bo Pesnica dobila nujno potrebno regulacijo". Čepova poslanska vloga na Dunaju v tej zadevi je bila ključna za njegov ugled doma in je zagotovo pripomogla k ponovni izvolitvi. Na Dunaj (kjer je njegov -leta 1918 preminuli- bratranec Franc Čep bil trgovec in poslovni partner) in pozneje tudi Beograd je Čep šel po tem v različnih političnih deputacijah še večkrat. 
Leta 1907 je bila na Štajerskem ustanovljena nova politična stranka Slovenska kmetska zveza za Štajersko iz strani Ivana Roškarja, ki je bil tudi njen predsednik. Čep je bil v Sv. Marjeti seveda glavni zagovornik in propagator ustanovitve te stranke in je njen član postal brez oklevanja. V odboru stranke je bil med drugimi tudi poznejši jugoslovanski premier dr. Anton Korošec. Istega leta (1907) je bil Roškar izvoljen za poslanca v državni zbor na Dunaju, zato je zaradi njegove odsotnosti veliko Roškarjevih odgovornosti prevzel Čep, ki pa ob vsem tem ni zanemarjal svoje občine (čeravno je bil tudi profesionalno vsestranski in zelo zaposlen).
V Pernici je Čep bil glavni pobudnik za nakup novega zvona za cerkev Sv. Marjete in je sam financiral večji del le-tega, kakor tudi obnovo šole v Pernici; bil je predsednik šolskega sveta, okrajni šolski nadzornik in velik podpornik šole nasplošno –tudi sam je bil zelo načitan in znan kot izjemno inteligenten, dosleden in talentiran mož z visokimi retoričnimi sposobnostmi. Več let je (že kot mladenič) tudi pisal članke za katoliški časopis Slovenski gospodar in uprl se je, ko so ga mariborski ali okoliški politiki (v času političnih gibanj in zborovanj v Mariboru, katerim je skoraj brez izjeme prisostvoval) želeli spraviti v "nemškutarske" kroge.  
Leta 1918 je bila ustanovljena Kraljevina SHS in dve leti pozneje so v njeno vlado kot ministra za kmetijstvo izvolili Čepovega kolega Ivana Roškarja. Čep je deloval kot ministrova desna roka, a se sam kot potencialni kandidat ni nikoli podal v parlament niti v politiko na državnem nivoju.
Leta 1921 je bil Čep vpleten v manjši škandal v svoji občini, saj so mu glede poteka volitev očitali neprofesionalnost oziroma goljufijo (šlo je najbrž za poskus sabotaže iz strani nasprotnikov), kar se je na veliko pojavilo tudi v časopisih. Čep je na to odgovoril v istem stilu –javno. Napisal je kratek, a jedrnat članek, ki ga je objavil 24. maja 1921 v časopisu Slovenski gospodar. V tem članku je vsakršno nemoralno in ilegalno dejavnost elegantno zanikal in glede na to, da je bil ponovno izvoljen, so mu volivci najbrž verjeli in zaupali. 
Osem let pozneje je Čep doživel veliko čast, saj mu je leta 1929 zavoljo njegovega močnega značaja, političnega udejstvovanja in delovanja v prid slovenstva in katoliške Cerkve (predvsem začasa Avstro-Ogrske) ter svojega dolgoletnega uradovanja v občini (kjer si je celo sam znižal župansko plačo, da je s tem občini prihranil denar za njeno delovanje) bilo dano visoko vladarjevo priznanje. V Mariboru je od jugoslovanskega kralja Aleksandra I. prejel red Sv. Save (V. razred -vitez). Dve leti zatem je še vodil občino, nato pa jo je predal svojemu nasledniku in se upokojil.
Bil je vselej zelo dobrega zdravja, zato je tudi v pokoju bil aktiven v upravljanju svoje posesti, ostale posle je sčasoma opustil, nato pa ga je leta 1935 nenadoma na posteljo priklenila kratka, a usodna bolezen. Umrl je leta 1935, star 82 let. Njegov pogreb je bil zelo velika ceremonija v šmarješki župniji, ki se je je udeležilo zelo veliko število ljudi. Čepovo premoženje v Vukovju in okolici je podedovala njegova žena Helena, s katero je bil v mirnem in srečnem zakonu poročen več kot 50 let.